# シノリゾビウム属
シノリゾビウム属は硝酸細菌の一種で、植物と共生する根粒菌に属するグラム陰性の非芽胞形成好気性桿菌。リゾビウム科に属し、基準種はシノリゾビウム・フレディ。属名は中国のリゾビウム属を意味するが、世界各地で発見されている。農作物の生育に重要な役割を果たしており、いくつかの種の遺伝子が解読されている。
中国のダイズの根粒から発見された成長の早い根粒菌がDNA-DNA分子交雑法により既に発見されていたリゾビウム属やブラディリゾビウム属と異なっていたため設けられた属である。タルウマゴヤシやアカシアなどと共生する種がある。通常は土壌や水中に生息し鞭毛で運動するが、種によって特異的にマメ科植物の根に侵入して感染する。感染された部位は膨大して根粒を形成する。根粒の中ではバクテロイドと呼ばれる巨大な細胞に成長し、空気中の空気を取り込んでニトロゲナーゼで窒素の固定化を行う。固定化された窒素は植物に供給され、植物からは糖を摂取するという共生関係を持つが、根粒が老化するとバクテロイドは自由生活型の細胞に戻る。